# Hell in a Cell
WWE Hell in a Cell — это премиальное живое шоу по рестлингу, ежегодно проводимое с 2009 года американским рестлинг-промоушном WWE.
Концепция шоу заключается в поединках Hell in a Cell, в которых участники сражаются внутри 6 метровой клетки, которая окружает ринг. Все главные события шоу проходят по условиям Hell in a Cell. Название шоу было выбрано путём голосования на официальном сайте WWE в июне 2009 года. Среди других предложенных вариантов были No Escape, Lock Up и Rage in a Cage.

## Время и место проведения
| Шоу                   | Дата             | Город                    | Место проведения                 | Мейн-ивент |
| --------------------- | ---------------- | ------------------------ | -------------------------------- | --- |
| Hell in a Cell (2009) | 4 октября 2009   | Ньюарк, Нью-Джерси       | Пруденшал-центр                  | Дегенерация Х (Игрок и Шон Майклз) против Наследия (Коди Роудса и Тэда Дибиаси) в командном поединке «Ад в клетке»                         |
| Hell in a Cell (2010) | 3 октября 2010   | Даллас, Техас            | Американ Эйрлайнс-центр          | Кейн (c) против Гробовщик (с Полом Берером) «Ад в клетке» за титул Чемпиона Мира в тяжёлом весе                                            |
| Hell in a Cell (2011) | 2 октября 2011   | Нью-Орлеан, Луизиана     | Нью-Орлеан-арена                 | Джон Сина (c) против Альберто Дель Рио (с Рикардо Родригесом) против СМ Панка в матче "Тройная угроза" «Ад в клетке» за титул Чемпиона WWE |
| Hell in a Cell (2012) | 28 октября 2012  | Атланта, Джорджия        | Филипс-арена                     | СМ Панк (с) (с Полом Хейманом) против Райбека в матче «Ад в клетке» за титул Чемпиона WWE                                                  |
| Hell in a Cell (2013) | 27 октября 2013  | Майами, Флорида          | Американ Эйрлайнс-арена          | Дэниел Брайан против Рэнди Ортона в матче «Ад в клетке» за титул Чемпиона WWE со специальным рефери — Шоном Майклзом                       |
| Hell in a Cell (2014) | 26 октября 2014  | Даллас, Техас            | Американ Эйрлайнс Центр          | Дин Эмброус против Сета Роллинса в матче «Ад в клетке»                                                                                     |
| Hell in a Cell (2015) | 25 октября 2015  | Лос-Анджелес, Калифорния | Стэйплс-центр                    | Брок Леснар против Гробовщика в матче «Ад в клетке»                                                                                        |
| Hell in a Cell (2016) | 30 октября 2016  | Бостон, Массачусетс      | ТД-гарден                        | Саша Бэнкс (c) против Шарлотт Флэр в матче «Ад в клетке» за титул чемпиона WWE Raw среди женщин                                            |
| Hell in a Cell (2017) | 8 октября 2017   | Детройт, Мичиган         | Литтл Сизарс-арена               | Кевин Оуэнс против Шейна Макмэна в матче «Ад в клетке» с удержания где угодно                                                              |
| Hell in a Cell (2018) | 16 сентября 2018 | Сан-Антонио, Техас       | AT&T-центр                       | Роман Рейнс (c) против Брона Строумана в матче «Ад в клетке» за титул чемпиона Вселенной WWE, специальный рефери — Мик Фоли                |
| Hell in a Cell (2019) | 6 октября 2019   | Сакраменто, Калифорния   | Голден 1-центр                   | Сет Роллинс (c) против «Изверга» Брэя Уайатта в матче «Ад в клетке» за титул чемпиона Вселенной WWE                                        |
| Hell in a Cell (2020) | 25 октября 2020  | Орландо, Флорида         | WWE ThunderDome в Эмвей-центр    | Дрю Макинтайр (c) против Рэнди Ортона в матче «Ад в клетке» за титул чемпиона WWE                                                          |
| Hell in a Cell (2021) | 20 июня 2021     | Тампа, Флорида           | WWE ThunderDome в Юэнглинг-центр | Бобби Лэшли (c) против Дрю Макинтайра в матче «Ад в клетке» за титул чемпиона WWE                                                          |
| Hell in a Cell (2022) | 5 июня 2022      | Роузмонт, Иллинойс       | Олстейт-арена                    | Коди Роудс против Сета «Фрикин» Роллинса в матче «Ад в клетке»                                                                             |